# めぐり逢い (メロキュアの曲)
「めぐり逢い」（めぐりあい）は、メロキュアの3枚目のシングル。2003年10月22日にコロムビアミュージックエンタテインメントから発売された。

## 概要
表題曲「めぐり逢い」はテレビアニメ『円盤皇女ワるきゅーレ 十二月の夜想曲』のオープニングテーマとして使用された。本曲では岡崎と日向が交互にメインボーカルを担当しており、サビでも2人で同じバランスで歌っている。
カップリングの「ALL IN ALL」は、同アニメの劇中歌として使用された。メインボーカルは日向が担当している。

## 収録曲
（全作詞・作曲：岡崎律子、編曲：西脇辰弥）
1. めぐり逢い [3:17]
  - テレビアニメ『円盤皇女ワるきゅーレ 十二月の夜想曲』オープニングテーマ

イントロ部分のコーラスは、間奏部分に登場する早口のコーラスを歌い終わった後の疲れきったところで収録されたものであり、「ちょっぴりダレた感じ」が演出されている[1]。
2. ALL IN ALL [4:41]
  - テレビアニメ『円盤皇女ワるきゅーレ 十二月の夜想曲』挿入歌
3. めぐり逢い（オリジナルカラオケ） [3:17]
4. ALL IN ALL（オリジナルカラオケ） [4:38]

## 収録アルバム
| 曲名       | 収録アルバム                     | 発売日        | 規格品番   |
| ---------- | -------------------------------- | ------------- | ---------- |
| めぐり逢い | 『メロディック・ハード・キュア』 | 2004年3月17日 | COCX-32653 |
| ALL IN ALL | 『メロディック・ハード・キュア』 | 2004年3月17日 | COCX-32653 |